# 断流器
断流器（だんりゅうき）とは、電力回路に流れる電気を開閉するためのスイッチである。

## 電車
主回路の元の電流開閉や主回路各部の比較的大きな電流の開閉動作を行うためのスイッチであり、電車の運転中に主回路の電流を開閉を行うため動作頻度が高く、耐久性と高い信頼性が要求される。
断流器内で直流の大電流を遮断すると、断流器の電極が離れた瞬間に電流が流れ続けようとする閃絡現象が生じる（いわゆるアーク）。確実に電流を遮断するため、断流器はアークを短時間に消滅させる装置を組み込んでいる。一つは電極の近くにコイルを置き、遮断時にコイルに電流を流して磁界を発生させ、フレミング左手の法則でアークを吹消させる磁気吹消方式であり、もう一つは大電流を一度に遮断せずに一旦抵抗器を回路に直列に挿入し、電流をある程度少なくしてから遮断を行う減流遮断方式である。
断流器の開閉の動力源はかなり大きな力が必要なこともあって、圧縮空気で空気アクチュエータを駆動させる空気圧操作式と電磁石によって駆動させる電磁操作式がある。装置は電車の床下の機器箱に設置されているが、動作時にアークが発生するので、箱には不燃性の絶縁物で構成されたハーモニカのような穴が車両外方に設置されている。この時、アークと共に「パコン！」という大きな作動音を発する。